# قبار أسامي
قبار أسامي (الاسم العلمي:Capparis assamica) هو نوع من النباتات يتبع جنس القبار من الفصيلة القبارية.